# Gianfranco Zigoni
Gianfranco Zigoni (ur. 25 listopada 1944 w Oderzo) – włoski piłkarz, grający na pozycji napastnika, trener piłkarski.

## Kariera piłkarska

### Kariera klubowa
Wychowanek klubów Patronato Turroni i Pordenone. W 1961 rozpoczął karierę piłkarską w barwach Juventusu, z którym zdobył mistrzostwo Włoch. W latach 1964–1966 został wypożyczony do Genoa. W 1970 przeszedł do Romy. W 1972 został piłkarzem Verony. Od 1978 do 1980 bronił barw Brescii. Potem występował w klubach Opitergina i Piavon, w którym zakończył karierę piłkarską w roku 1987.

### Kariera reprezentacyjna
25 czerwca 1967 roku debiutował w narodowej reprezentacji Włoch w meczu przeciwko Rumunii (1:0).

## Kariera trenerska
W 1987 roku rozpoczął pracę trenerską. Szkolił juniorów w klubach Opitergina, Ponte di Piave i Basalghelle.

## Sukcesy i odznaczenia

### Sukcesy klubowe
Juventus
- mistrz Włoch: 1966/67
- zdobywca Coppa delle Alpi: 1963

Roma
- zdobywca Coppa Anglo-Italiana: 1972